# Водяная Балка (Красносельское сельское поселение)
Водяна́я Ба́лка — хутор в Кущёвском районе Краснодарского края.
Входит в состав Красносельского сельского поселения.

## География
Расположен в балке Водяная впадающей в реку Большой Эльбузд водного бассейна реки Кагальник в Азовское море рядом с устьем реки Дон .

## Население
| 2002 | 2010 |
| ---- | ---- |
| 462  | ↘453 |

## Улицы
- ул. Громкая,
- ул. Комсомольская,
- ул. Красная,
- ул. Полянского,
- ул. Трудовая.